# Stuart Immonen
Stuart Immonen (1967) è un fumettista canadese.
Il suo esordio nel mondo dei fumetti è nel 1988 con la serie Playground. Continuerà, con varie mansioni oltre a quella di disegnatore (sceneggiatore, designer e supervisore), a lavorare nel mondo del fumetto statunitense indipendente fino al 1993. In quest'anno viene ingaggiato dalla DC Comics, con cui inizia con Legion of Superheroes (vol. 3) per passare nel 1994 a Superman, che disegnerà per molti anni e su diverse testate (soprattutto Action Comics).
Nel 2001 incominciano le sue collaborazioni più importanti con la Marvel Comics: esegue le tavole per alcune storie di Thor su testi di Dan Jurgens, nel 2002 realizza alcuni episodi del lungo ciclo di Hulk scritto da Bruce Jones. Nel 1994 aveva già disegnato parte dell'annual n. 20 di Hulk, il suo primo lavoro per la Marvel.
Per l'universo Ultimate, sempre per la Marvel, ha lavorato su Ultimate Fantastic Four (nn. 7-12, 2004, l'Annual n.2, 2006) e Ultimate X-Men (nn. 54-57, 59-65, 2005). Proprio per questa linea, sul finire del 2006, Immonen riceve uno dei suoi incarichi più prestigiosi: è stato scelto per succedere a Mark Bagley ai disegni di Ultimate Spider-Man a partire dal n. 111.
Ancora per la Marvel, sempre nel 2006, è Nextwave su testi di Warren Ellis: si tratta di una serie sui generis con protagonisti supereroi Marvel di secondaria importanza. Nel 2011 disegna la miniserie portante, ed omonima, del crossover Fear Itself.
Stuart Immonen ha all'attivo alcune opere anche per gli editori statunitensi Top Cow (Rising Stars, 2001) e Image Comics (Shockrockets, 2000) e per i francesi Les Humanoïdes Associés (Sebastian X, in coppia con lo sceneggiatore italiano Michelangelo La Neve).